# Gullmarns naturreservat

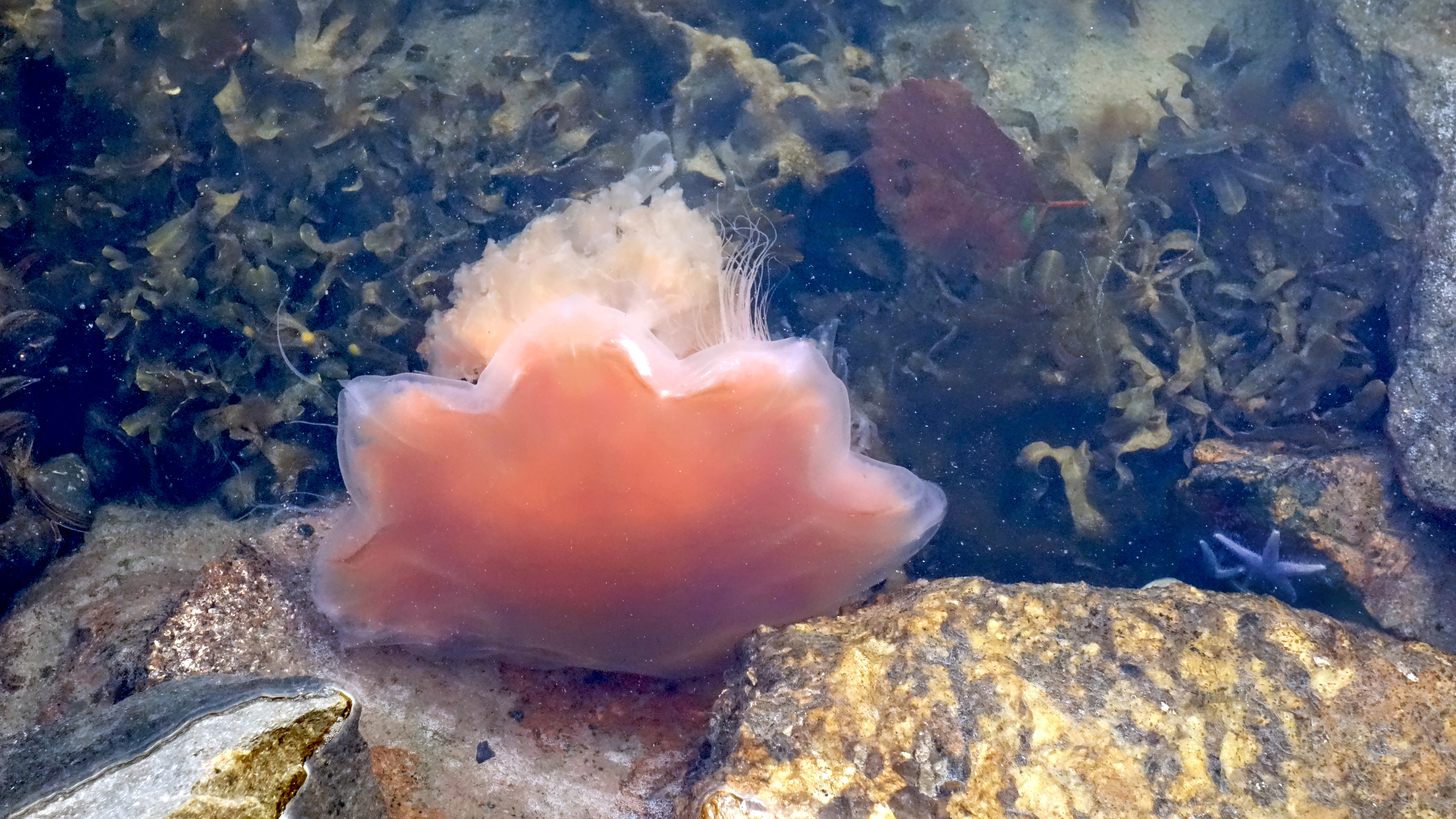
Röd brännmanet, violett vanlig sjöstjärna och blåstång i Gullmarn vid Holma, Lysekils kommun.

Gullmaren är ett naturreservat som omfattar fjorden Gullmaren i norra Bohuslän.
Området ingår i EU:s ekologiska nätverk av skyddade områden, Natura 2000.
Området sträcker sig in i Morlanda socken i Orusts kommun, Skaftö, Lyse, Brastads och Bro socknar i Lysekils kommun, Dragsmarks, Bokenäs och Skredsviks socknar i Uddevalla kommun samt Foss socken i Munkedals kommun.
Området bildades som naturvårdsområde 1983, klassades som naturreservat 2001 och omfattar 16 499 hektar. Intill fjorden finns också Gullmarsskogens, Vägeröds, Gåseviks, Stora Bornö och Stångehuvuds naturreservat i Lysekils kommun samt Bassholmens, Kärlingesunds, Svartedalens och Gullmarsbergs naturreservat i Uddevalla kommun. Angränsande naturvårdsområden är Gröderhamnsängen och Gåsöskärgården i Lysekils kommun.